# ユナイテッド (ドリーム・イーヴルのアルバム)
『ユナイテッド』（United）は、スウェーデンのヘヴィメタル・バンド、ドリーム・イーヴルが2006年に発表した4作目のスタジオ・アルバム。

## 背景
前作『ザ・ブック・オブ・ヘヴィ・メタル』（2004年）の制作完了後にオリジナル・ギタリストのガス・Gが脱退し、マーク・ブラックが後任として加入するが、その後ニクラス・イスフェルドは喉の不調、ペーテル・ストールフォシュは結婚を理由にバンドを脱退した。バンドは一時的に後任を探したが、最終的には両名を呼び戻す結果となった。そして、2006年2月にはスノーウィ・ショウが脱退し、本作ではパット・パワーがドラムスを担当した。ただし、「マイ・ナンバー・ワン」（ギリシャの歌手エレナがユーロビジョン・ソング・コンテスト2005で優勝した曲のカヴァー）はショウ在籍時の録音で、旧メンバーのガス・Gもゲスト参加しており、バンドはシングルとしてのリリースを考えていたが、レーベルの反対により本作に収録された。

## 反響・評価
母国スウェーデンのアルバム・チャートでは、バンドにとって3作目のトップ60アルバムとなり、過去最高の24位を記録した。Eduardo Rivadaviaはオールミュージックにおいて5点満点中3点を付け「仲の良いミュージシャン達が、自分達を育んできた音楽を楽しく演奏するという、ジョークめいた肩肘張らないバンドから、今後も真剣に一つのバンドとして活動していくという意識の変革を示した作品かもしれない」、「彼らの今後は、後の作品の出来にかかってくるが、少なくとも現在においては、なおもヘヴィメタルに対する忠誠心を明示している」と評している。

## 収録曲
特記なき楽曲はメンバー5人の共作。

### 日本盤
1. 11. 13.は日本盤ボーナス・トラック。
1. イントロダクション "Introduction" – 0:31
2. フォーリング "Falling" – 4:00
3. ファイア! バトル! イン・メタル! "Fire! Battle! In Metal!" – 3:11
4. ユナイテッド "United" – 3:33
5. ブラインド・イーヴル "Blind Evil" – 4:23
6. イーヴリューション "Evilution" – 4:28
7. レット・ミー・アウト "Let Me Out" – 4:28
8. ハイアー・オン・ファイア "Higher on Fire" – 4:29
9. キングダム・アット・ウォー "Kingdom at War" – 3:11
10. ラヴ・イズ・ブラインド "Love Is Blind" – 4:48
11. ペイン・パトロール "Pain Patrol" – 3:13
12. バック・フロム・ザ・デッド "Back from the Dead" – 4:26
13. レディ・オブ・プレジャー "Lady of Pleasure" – 3:25
14. ドゥームロード "Doomlord" – 4:48
15. マイ・ナンバー・ワン "My Number One" (Natalia Germanou, Christos Dantis) – 3:11

### ヨーロッパ盤
1. "Fire! Battle! In Metal!" – 3:11
2. "United" – 3:33
3. "Blind Evil" – 4:23
4. "Evilution" – 4:28
5. "Let Me Out" – 4:28
6. "Higher on Fire" – 4:29
7. "Kingdom at War" – 3:11
8. "Love Is Blind" – 4:48
9. "Falling" – 4:00
10. "Back from the Dead" – 4:26
11. "Doomlord" – 4:48
12. "My Number One" (N. Germanou, C. Dantis) – 3:11

### 初回盤ボーナスCD
1. コーリング・ユア・ネーム "Calling Your Name" – 3:46
2. ダイナマイト "Dynamite" – 4:08
3. イントゥ・ジ・アンノウン "Into the Unknown" – 4:27
4. アイ・ウィル・ネヴァー "I Will Never" – 3:54
5. ヴェンジェンス "Vengeance" – 3:16

## 参加ミュージシャン
- フレドリック・ノルドストローム - リズムギター、キーボード
- ニクラス・イスフェルド - ボーカル
- マーク・ブラック - リードギター
- ペーテル・ストールフォシュ - ベース
- パット・パワー - ドラムス

ゲスト・ミュージシャン
- Lasse Brandeby - ボーカル(on "Doomlord")
- ガス・G - リードギター(on "My Number One")
- スノーウィ・ショウ - ギター、ドラムス、バッキング・ボーカル(on "My Number One")